# Édouard Wattelier
Édouard Wattelier (* 12. Dezember 1876 in Chaumontel; † 18. September 1957 ebenda) war ein französischer Radrennfahrer.
Édouard Wattelier war Berufsrennfahrer von 1896 bis 1911. Er gehörte zu den Rennfahrern des sogenannten „heroischen“ Zeitalters, die an den ersten Austragungen von klassischen Radrennen teilnahmen. 1902 gewann er die Mai-Austragung des rund 580 Kilometer langen Rennens Bordeaux–Paris, das in diesem Jahr zweimal ausgetragen wurde. Er benötigte 22 Stunden und 47 Minuten hinter Schrittmachern und war 63 Minuten schneller als der Zweite, der Schweizer Michel Frédérick.
Insgesamt sechsmal startete Wattelier beim Rennen Paris–Roubaix, erstmals im Jahre 1898, und erreichte jedes Mal das Ziel unter den Top Ten. 1898 belegte er Rang drei mit etwas mehr als einer halben Stunde Rückstand auf den Ersten, Maurice Garin. 1902 wurde er mit siebeneinhalb Minuten Rückstand bei diesem Rennen Zweiter hinter Lucien Lesna. 1903 und 1904 wurde er jeweils Vierter und 1905 Fünfter. Seine schlechteste Platzierung war Rang acht im Jahre 1901.
Bei der Tour de France ging Édouard Wattelier siebenmal an den Start, erreichte aber nur zweimal Paris. Bei vier Austragungen gab er jeweils schon während oder nach der ersten Etappe auf. So galt er aufgrund seines Erfolges bei Paris–Bordeaux als Mitfavorit auf den Gesamtsieg bei der ersten Austragung der Tour im Jahr 1903, deren erste Etappe um 15 Uhr nachmittags gestartet wurde, er gab aber „in der Dunkelheit“ auf. 1906 wurde er Siebter in der Gesamtwertung. 1911 bekam er einen Vertrag mit der deutschen Firma Wanderer-Werke, für die er in jener Saison an den Start ging.
Sein jüngerer Bruder war Antoine Wattelier, ebenfalls Radrennfahrer und siebenfacher Tour-Starter. Er fiel an Silvester 1914 als Soldat im Ersten Weltkrieg.

## Erfolge
1901
- Toulouse–Luchon

1902
- Bordeaux–Paris

## Platzierungen bei der Tour de France
| Grand Tour         | 1903 | 1904 | 1905 | 1906 | 1907 | 1908 | 1909 | 1910 | 1911 |
| ------------------ | ---- | ---- | ---- | ---- | ---- | ---- | ---- | ---- | ---- |
| Tour de FranceTour | DNF  | –    | DNF  | 7    | 24   | 28   | DNF  | –    | DNF  |

## Teams
- 1905 Cycles JC
- 1906–1907 Labor
- 1908–1909 Nil Supra
- 1910 Lenain
- 1911 Wanderer